# Observatoř Sierra Nevada

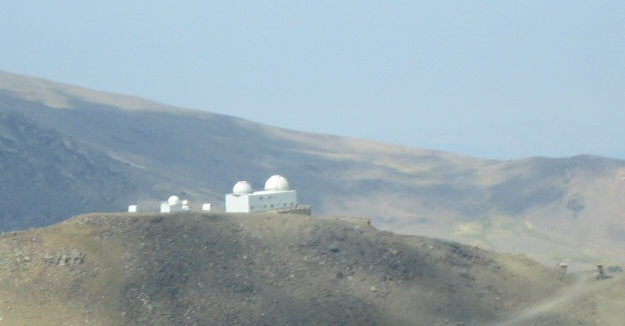
Observatoř Sierra Nevada

Observatoř Sierra Nevada (španělsky: Observatorio de Sierra Nevada) je španělská astronomická observatoř postavená roku 1981 na hoře Loma de Dílar v pohoří Sierra Nevada v provincii Granada v Andalusii. Observatoř leží v nadmořské výšce 2896 metrů. Jejím správcem je Instituto de Astrofísica de Andalucía.
Budova observatoře je obdélníkového půdorysu o rozměrech 10x20 metrů se dvěma kupolemi o průměru 5 a 8 metrů. V současné době jsou v nich na vidlicových montážích umístěny dva zrcadlové dalekohledy typu Ritchey-Chrétien o průměrech 1,5 a 0,9 metru, které byly zkonstruovány v letech 1988 – 1991.